# A Streetcar Named Marge
"A Streetcar Named Marge" är andra avsnittet från säsong fyra av Simpsons och sändes på Fox i USA den 1 oktober 1992. I avsnittet får Marge spela Blanche DuBois i en musikalversion av Linje Lusta. Homer hjälper omedvetet till att få Marge att bygga upp känslorna hon behöver för sin roll. Maggie Simpson får under tiden vara inskriven på en förskola som inte accepterar nappar. Avsnittet skrevs av Jeff Martin och regisserades av Rich Moore. Jon Lovitz gästskådespelar som Llewellyn Sinclair och Ms. Sinclair. Phil Hartman gästskådespelar som Lionel Hutz. Avsnittet mötte kritik i New Orleans efter deras uttalande i avsnittet om staden.

## Handling
Medan Homer, Bart och Lisa tittar på TV berättar Marge för dem att hon kommer att provspela för den lokala musikaliska uppsättningen av Linje Lusta. Hon vill medverka i showen då hon vill ha något att göra eftersom hon oftast tillbringar hela dagen hemma med Maggie. Resten av familjen noterar inte vad Marge berättar för henne utan är fast framför TV:n. Musikalen kallas "Oh, Streetcar!" och ska regisseras av Llewellyn Sinclair. Under audition ger han Ned Flanders rollen som Stanley Kowalski. Marge och flera andra kvinnor från Springfield har ansökt som rollen som Blanche DuBois. Llewellyn anser att alla de ansökande är olämpliga för rollen tills han tjuvlyssnar på telefonsamtalet som Marge gör till Homer, sedan hon fått reda på att hon inte fick rollen, och han ger rollen till en förvånad Marge.
Det är dags för repetitionerna och Marge har tagit med Maggie. Llewellyn övertalar Marge att skriva in barnet på hans systers förskola, Ayn Rand School for Tots. Maggie trivs inte på förskolan, speciellt eftersom de inte tillåter att hon får ha en napp. Maggie övertalar de andra barnen att hjälpa henne att få tillbaka sina nappar. Försöket misslyckas och Maggie blir placerad i en lekhage där hon får leka med en boll. Under repetitionen har Marge problem att spela arg men efter att hon irriterar sig på Homer som kommit för att hämta henne gör hon ett perfekt framträdande. Det närmar sig premiären och Marge är hemma hos Ned och övar men har fortfarande svårt att spela arg tills hon börjar tänka på Homer och hon inser att det är han som får henne att bli arg.
På förskolan försöker Maggie igen att ta tillbaka sin napp och lyckas den här gången. Då Homer kommer och hämtar Maggie till föreställningen blir han chockad över att se alla barn som suger på nappar och plockar upp henne utan att säga något. Musikalen har premiär och den blir en succé. Marge ser på Homer när han sitter i publiken och tolkar hans nedstämda min som att han är uttråkad. Efter föreställningen pratar Marge med Homer och han hyllar henne. Då konfronterar hon honom att han hade tråkigt. Homer berättar då att han funderade över Blanches situation och att han vill vara mannen som hon förtjänar att ha och inte som Stanley som försummar och behandlar henne illa. Marge inser att Homer verkligen förstod musikalen och blir glad över det och de två går hem.

## Produktion
Idén till "A Streetcar Named Marge" kom omkring två år före avsnittet sändes. Jeff Martins idé var att Homer skulle medverkande i en uppsättning av 1776. James L. Brooks föreslog då att Marge skulle spela Blanche DuBois i Linje Lusta. Brooks såg att Marges förhållande med Homers liknade Blanche relation med Stanley, och han ville använda detta faktum för att bygga den emotionella linjen för avsnittet. Dödsboet efter Tennessee Williams ville inte låta serien använda det riktiga manuset så de hittade på ett eget. De gjorde parodier på sångerna efter att deras advokat Anatole Klebanow sa att det var okej. Enligt Mike Reiss skulle Klebanow tagit avsnittet till USA:s högsta domstol om avsnittet hade stoppats. Martin anser att sångerna är det roligaste i avsnittet men de är också svårast att skriva.
Idén till Maggies äventyr på förskolan skrevs in i manuset av Jeff Martin. En låt som spelas i scenerna är Elmer Bernsteins marschlåt från Den stora flykten. Alf Clausen fick rättigheterna till att använda sången. Jeff Martin ville ha låten från Den stora flykten då det var en av hans favoritfilmer som barn. A Streetcar Named Marge var svårt att animera då den innehåll många nya kläder för rollfigurerna och bakgrunder. Rich Moore som regisserade avsnittet var orolig över att han inte skulle vara klar i tid. David Silverman trodde heller inte det skulle bli klara i tid. Enligt Al Jean jobbade Moore sig själv tills döds med avsnittet för att regissera några av seriens svåraste scener. Flera av scenerna från storyboard och animeringen togs bort till det färdiga avsnittet. De flesta scener var från Maggies äventyr på förskolan. De behövde många sångröster till avsnittet och fick låta Maggie Roswell, Phil Hartman och Lona Williams medverka med mindre roller. Jon Lovitz spelade både Llewellyn Sinclair och Ms. Sinclair. Det var fjärde gången som han gästskådespelade i serien.  Phil Hartman gästskådespelade som Lionel Hutz. Under 2006 placerades Lovitz som den åttonde bästa gästskådespelaren i serien hos IGN.

## Kulturella referenser
Musikalen "Oh, Streetcar!" är baserad på Linje Lusta men titeln är en parodi på Oh! Calcutta! Andra rollfigurer från Linje Lusta som är med är Stella av Helen Lovejoy, tidningsbudet av Apu och Mitch av Lionel Hutz. Den sista låten "Kindness of Strangers" är en referens till Blances sista replik i Linje Lusta. Förskolan som Maggie besöker är en referens till Ayn Rands böcker och idéer. Ms. Sinclair läser i avsnittet boken The Fountainhead Diet som en parodi på Urkällan. På väggen i förskolan finns en affisch med texten "att hjälpa är fruktlöst" som är en anspelning på Rands förkastande av den etiska doktrinen av altruism. En annan vägg har texten "A är A" som är en referens till Rands roman Och världen skälvde. The Ayn Rand School for Tots medverkade sedan i kortfilmen The Longest Daycare.
Ms. Sinclair placerar Maggie i en lekhage som hon kallar "Lådan" som är en parodi på "Kylaren" från Den stora flykten. Maggie studsar där en boll mot väggen som Virgil Hilts gör i filmen. Då Homer och syskonen hämtar Maggie från förskolan och ser bebisarna med napparna är det en referens till en slutscen i  Fåglarna. Då det lämnar förskolan ser man Alfred Hitchcock gå förbi förskolan med sin hund som en referens till vad han själv gjorde i filmen. Avsnittet innehåller en referens till En sensation då Homer leker med teaterprogrammet under föreställningen.

## Mottagande
Avsnittet hamnade på plats 32 över mest sedda program under veckan med en nielsen ratings på 11.8, vilket ger 11 miljoner hushåll och var det näst mest sedda programmet på Fox under veckan. Michael Moran från The Times har kallat avsnittet för det sjunde bästa i seriens historia. Från Entertainment Weekly har Dalton Ross sagt att avsnittet är seriens bästa musikaliska avsnitt. Dave Kehr på The New York Times kar kallat avsnittet för en briljant parodi på Broadway-musikaler. Matt Groening har kallat avsnittet för en av hans favoriter och att delen med Maggie är en av deras finaste scener i seriens historia. Trey Anastasio har sagt att avsnittet kanske är det bästa som gjorts i en TV-serie. James L. Brooks anser att avsnittet är en av hans favoriter. Ayn Rand Society kontaktade Groening dem efter avsnittet och de gillade referenserna till Rand men var osäkra om de gjorde humor av dem. Under 1993 var avsnittet tillsammans med Mr. Plow det som skickades till Primetime Emmy Awards för bästa komediserie. Avsnittet blev inte en av de nominerade och efter två år utan vinst, började de skicka in serien igen till animeringskategorin. Musikalen nämner New Orleans hem för pirater, fyllon och horor som enligt Jeff Martin är en parodi på Sweeney Todd. Al Jean ville att två i publiken skulle lämna teatern som hade en cajun-brytning men röstskådespelarna hade svårt att få den brytningen. En tidig version av scenen finns på DVD-versionen.
Inför höstpremiären hade de två avsnitt som de skickade till TV-kritikerna, "Kamp Krusty" och "A Streetcar Named Marge". Parodin i avsnittet av New Orleans publicerades i de lokala tidningarna innan premiären. Tidningsläsarna gillade inte det som de läste och den lokala Fox-kanalen fick flera hundra klagomål om avsnittet innan det sändes, även i den lokala radion protesterade invånarna för parodisången. Detta fick Foxs VD Jamie Kellner att den 1 oktober 1992 ge en förklaring om parodi på New Orleans som fick förklara att sången var en parodi och bara en liten del av hela avsnittet. Som svar på tal gjorde det inför nästa avsnitt, "Homer the Heretic" ett svarta-tavlan skämt med texten "Jag ska inte förtala New Orleans". Al Jean har sagt att han inte trodde invånarna skulle bli så arga på några repliker om deras stad och detta var den bästa ursäkten de kunde komma på. Channel 4 i Storbritannien fick flera klagomål då de under september 2005 sände avsnittet en vecka efter orkanen Katrina i New Orleans. Channel 4 bad om ursäkt men berättade att de har bara kollat hela bilden av avsnittet och inte några få repliker men lovade att de ska försöka se över sina rutiner så det inte händer igen. Låtarna från avsnittet medverkade senare i soundtrack-albumet Songs in the Key of Springfield. Avsnittet finns även med i VHS-utgåvan av  The Simpsons Go Hollywood